# Tổng Bí thư Đảng Nhân dân Cách mạng Lào
Tổng Bí thư Ban Chấp hành Trung ương Đảng Nhân dân Cách mạng Lào, hay thường được gọi tắt Tổng Bí thư, là chức danh thành viên cao nhất trong Đảng Nhân dân Cách mạng Lào và là lãnh đạo trên thực tế của Cộng hòa Dân chủ Nhân dân Lào. Từ năm 1991 đến năm 2006, chức danh này được đổi thành Chủ tịch Ban Chấp hành Trung ương Đảng Nhân dân Cách mạng Lào.
Tổng Bí thư đứng đầu Ban Chấp hành Trung ương, chủ trì công việc của Ban Chấp hành Trung ương, Bộ Chính trị, Ban Bí thư và các quyền hạn khác theo quy định của Đảng. Theo thủ tục chính thức thì Đại hội đại biểu toàn quốc của Đảng bầu ra Ban Chấp hành Trung ương, Ban Chấp hành Trung ương bầu ra Bộ Chính trị, bầu Tổng Bí thư trong số Ủy viên Bộ Chính trị. Hiện nay tại Lào, Tổng Bí thư còn kiêm nhiệm luôn chức danh Chủ tịch nước.

## Tổng Bí thư qua các thời kỳ
| TT                                                                           | Tên (sinh–mất) (Chức danh)                  | Hình | Nhiệm kỳ             | Nhiệm kỳ             | Thời gian tại nhiệm | Đảng                        | Ban Chấp hành Trung ương                      |
| TT                                                                           | Tên (sinh–mất) (Chức danh)                  | Hình | Bắt đầu              | Kết thúc             | Thời gian tại nhiệm | Đảng                        | Ban Chấp hành Trung ương                      |
| ---------------------------------------------------------------------------- | ------------------------------------------- | ---- | -------------------- | -------------------- | ------------------- | --------------------------- | --------------------------------------------- |
| Tổng Bí thư Ban Chấp hành Trung ương Đảng Nhân dân Cách mạng Lào (1955-1991) |                                             |      |                      |                      |                     |                             |                                               |
| 1                                                                            | Kaysone Phomvihane(1920–1992) Tổng Bí thư   |      | 22 tháng 3 năm 1955  | 29 tháng 3 năm 1991  | 36 năm, 7 ngày      | Đảng Nhân dân Cách mạng Lào | Ban Chấp hành Trung ương khóa 1–4 (1955–1991) |
| Chủ tịch Ban Chấp hành Trung ương Đảng Nhân dân Cách mạng Lào (1991-2006)    |                                             |      |                      |                      |                     |                             |                                               |
| 1                                                                            | Kaysone Phomvihane(1920–1992) Chủ tịch Đảng |      | 29 tháng 3 năm 1991  | 21 tháng 11 năm 1992 | 1 năm, 237 ngày     | Đảng Nhân dân Cách mạng Lào | Ban Chấp hành Trung ương khóa 5 (1991–1996)   |
| 2                                                                            | Khamtay Siphandon(1924-2025) Chủ tịch Đảng  |      | 24 tháng 11 năm 1992 | 21 tháng 3 năm 2006  | 13 năm, 117 ngày    | Đảng Nhân dân Cách mạng Lào | Ban Chấp hành Trung ương khóa 5–7 (1991–2006) |
| Tổng Bí thư Ban Chấp hành Trung ương Đảng Nhân dân Cách mạng Lào (2006-nay)  |                                             |      |                      |                      |                     |                             |                                               |
| 3                                                                            | Choummaly Sayasone(sinh 1936) Tổng Bí thư   |      | 21 tháng 3 năm 2006  | 22 tháng 1 năm 2016  | 9 năm, 307 ngày     | Đảng Nhân dân Cách mạng Lào | Ban Chấp hành Trung ương khóa 8–9 (2006-2016) |
| 4                                                                            | Bounnhang Vorachith(sinh 1937) Tổng Bí thư  |      | 22 tháng 1 năm 2016  | 15 tháng 1 năm 2021  | 4 năm, 359 ngày     | Đảng Nhân dân Cách mạng Lào | Ban Chấp hành Trung ương khóa 10 (2016-2021)  |
| 5                                                                            | Thongloun Sisoulith(sinh 1945) Tổng Bí thư  |      | 15 tháng 1 năm 2021  | đương nhiệm          | 4 năm, 123 ngày     | Đảng Nhân dân Cách mạng Lào | Ban Chấp hành Trung ương khóa 11 (2021-2026)  |